# إتريك (ويسكونسن)
إتريك (بالإنجليزية: Ettrick (town), Wisconsin)‏ هي بلدة تقع بولاية ويسكونسن في الولايات المتحدة. تبلغ مساحتها 199.6 (كم²)، وترتفع عن سطح البحر 241 م، بلغ عدد سكانها 1284 نسمة في عام 2000 حسب إحصاء مكتب تعداد الولايات المتحدة وتصل الكثافة السكانية فيها 6.4 نسمة/كم2.

## وصلات خارجية
- http://townofettrickwi.com/default.aspx%5Bوصلة+مكسورة%5D
- The US50 - Cities and Towns in Wisconsin State
- Wisconsin Cities and Towns, Facts, Map, Flag, Colleges, Government, and More